# Rudolfinum
Rudolfinum – audytorium muzyczne w Pradze, w Czechach. Jest to jeden z najważniejszych neorenesansowych budynków w mieście i znajduje się na placu Jana Palacha na brzegu rzeki Wełtawy, na Starym Mieście.
Nazwa Rudolfinum została mu nadana na cześć Rudolfa Habsburga-Lotaryńskiego.

## Historia
Z inicjatywą wybudowania wielofunkcyjnego budynku w Pradze wyszedł Wenzel rytíř Worowka, prezes Czeskiej Kasy Oszczędności. W czerwcu 1874 roku do realizacji wybrano wspólny projekt architektów Josefa Zítka i Josefa Schulza.
Budowę rozpoczęto w czerwcu 1876 roku, projekt realizował budowniczy Jan Bělský, a po jego śmierci w 1880 roku jego syn, Quido. Murowanie pierwszego piętra ukończono w 1880 roku, rok później ukończono elewację. W 1882 roku natomiast wykończono wnętrza. Uroczyste otwarcie Rudolfinum miało nastąpić 24 stycznia 1885, zostało jednak przełożone z powodu choroby księcia Rudolfa Habsburga. Ostatecznie otwarcie miało miejsce 7 lutego tego samego roku.
Rudolfinum pełniło funkcję siedziby Galerii Narodowej, konserwatorium muzycznego oraz Muzeum Sztuki i Rzemiosła, działała w nim także sala koncertowa Filharmonii Czeskiej. W dwudziestoleciu międzywojennym miała miejsce przebudowa Rudolfinum, przeprowadzona przez Václava Roštlapila i Rudolfa Kříženeckiego. W latach 1919–1939 budynek był siedzibą Izby Poselskiej.
W 1941 roku Reinhard Heydrich ponownie otworzył Rudolfinum dla działalności muzycznej, do 1945 roku budynek był siedzibą Filharmonii Niemieckiej w Pradze. Podczas II wojny światowej ponownie dokonano przebudowy Rudolfinum, którą prowadzili Bohumír Kozák i Antonín Engel.
Od 1946 roku budynek ponownie był siedzibą Filharmonii Czeskiej, konserwatorium muzycznego i Akademii Sztuk Scenicznych. W północnej części budynku aula została przebudowana na salę gimnastyczną. W latach 1990–1992 zrealizowano plan przebudowy i modernizacji budynku, którego autorem był Karel Prager. Od 1992 roku głównym użytkownikiem Rudolfinum jest Filharmonia Czeska.